# Phán xét của Paris

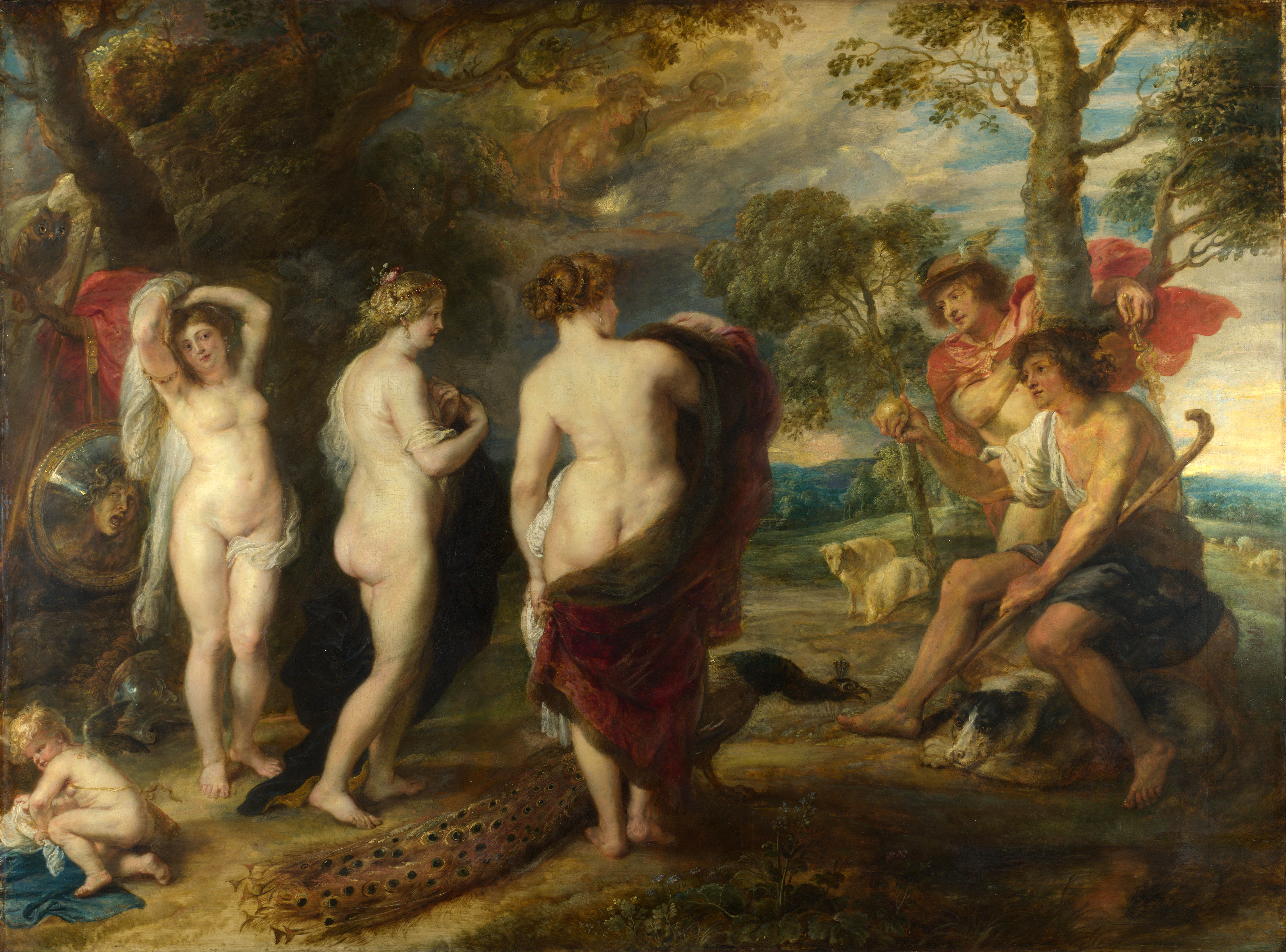
Phán xét của Paris, Peter Paul Rubens, năm 1636 (National Gallery, London)

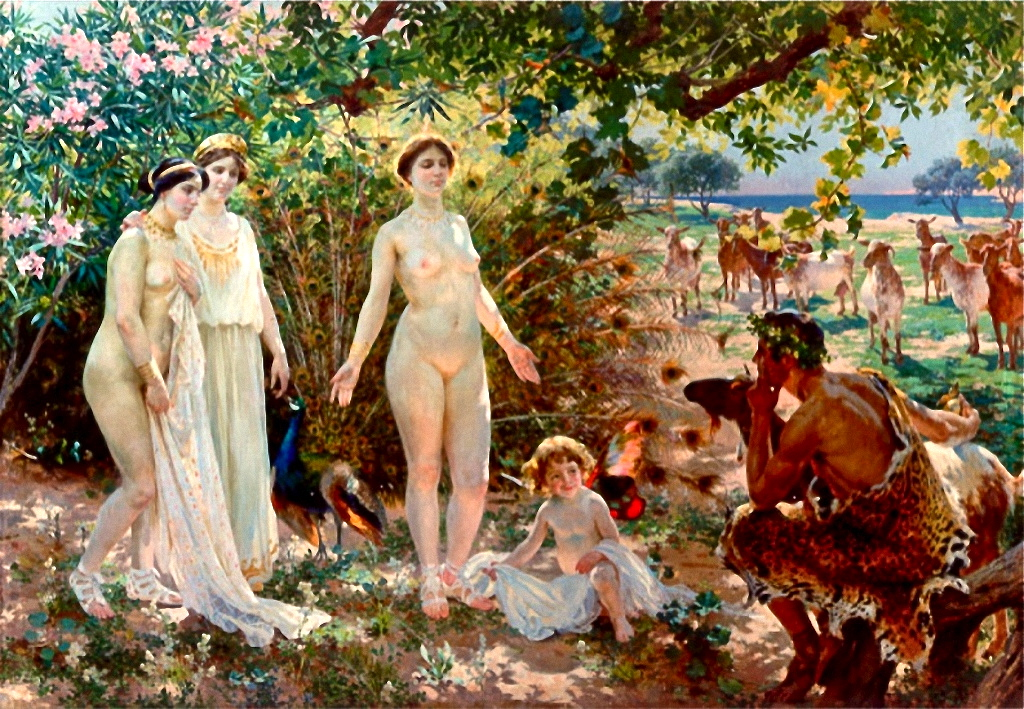
Phán xét của Paris, Enrique Simonet, năm 1904 (Museo de Málaga)

Phán xét của Paris là phán xét nổi tiếng trong thần thoại Hy Lạp, về việc lựa chọn vị nữ thần đẹp nhất trên đỉnh Olympus, mà kết quả là đã gây ra Chiến tranh thành Troia.
Theo sử thi Illiad, do bất mãn vì không được mời dự hôn lễ của nữ thần biển Thetis - con gái lão thần biển Nere và chàng Peleus - con trai thần Zeus, nữ thần Bất hoà Eris đã lấy một quả táo vàng trong vườn của các nàng Hesperite, ghi lên đó dòng chữ "Tặng vị nữ thần đẹp nhất" rồi ném nó vào bàn tiệc. Cuộc tranh cãi giữa 3 vị nữ thần, Hera - vợ thần Zeus, Athena - nữ thần trí tuệ và Aphrodite - nữ thần tình yêu, để giành quả táo diễn ra quyết liệt. Cuối cùng, họ phải nhờ đến người phân xử là hoàng tử Paris, con vua Priam của thành [[|Troia|Troy]]. Ba vị nữ thần đưa ra điều kiện như sau: Athena sẽ giúp chàng trở thành chiến binh bất khả chiến bại, Hera sẽ giúp chàng có được quyền lực, còn Aphrodite sẽ giúp chàng có được một người vợ xinh đẹp nhất thế gian. Cuối cùng, Paris đã chọn Aphrodite. Thua cuộc, Hera và Athena thề sẽ tiêu diệt thành Troy, nơi cha của Paris đang trị vì. Aphrodite thực hiện lời hứa bằng cách đánh cắp Helen - vợ vua Menelaus xứ Sparta. Và Chiến tranh thành Troy bắt đầu từ đó.